# 舟形町
舟形町（ふながたまち）は、山形県の北部にある人口約5千人の町。

## 地理
最上川に東の最上町から流れる小国川が合流する地点にできた町。
- 河川:最上川、最上小国川

## 歴史

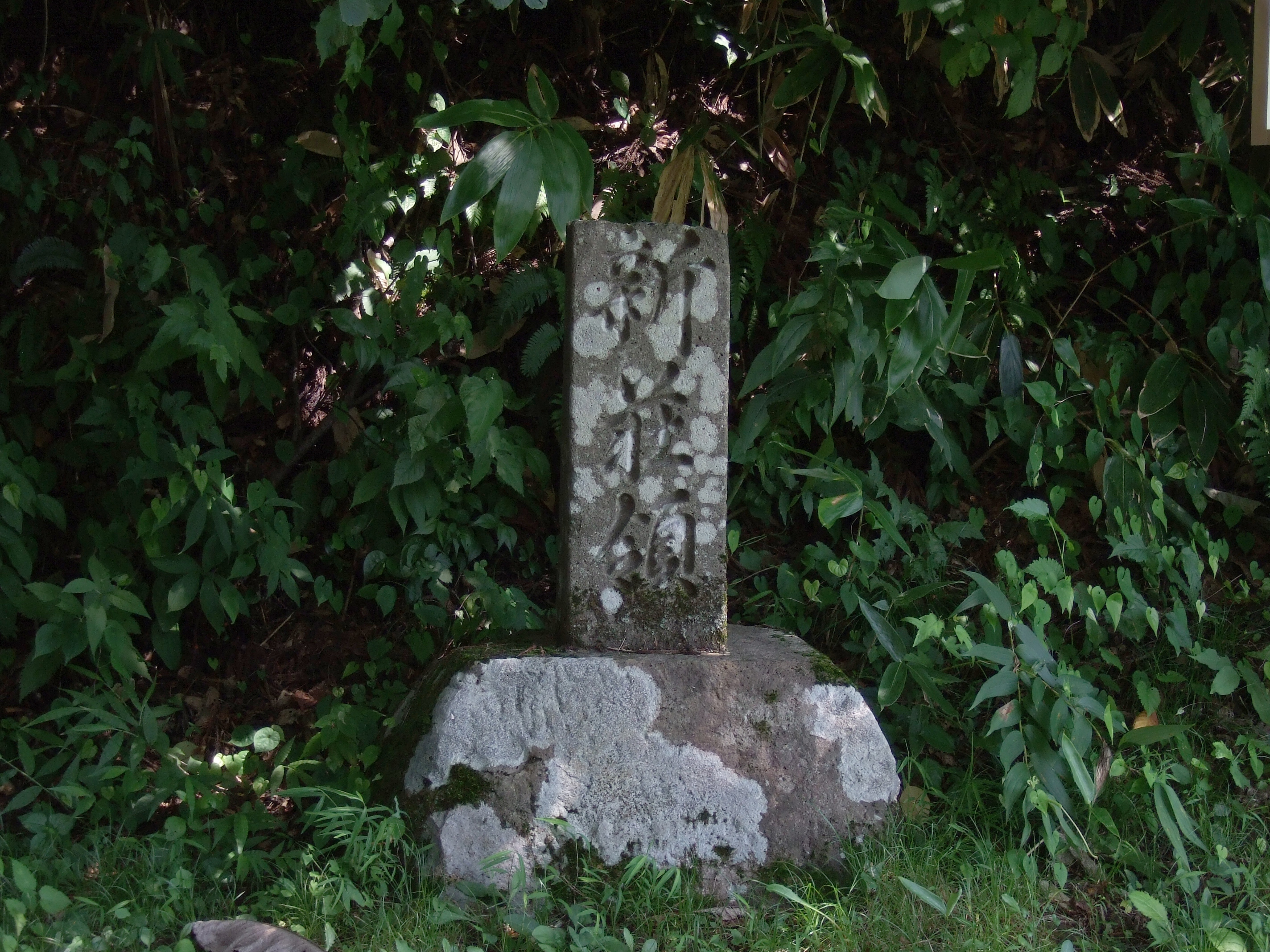
猿羽根峠の新庄藩境石

舟形町が初めて歴史に登場するのは、8世紀に行われた大野東人の東征である。東人が通った道に「避翼（さるはね）」の地名があり、この頃に多賀城から現在の秋田県内陸南部を通って秋田城へ向かうルートとして登場した。
延喜式の兵部省「諸国駅伝馬条」には、庄内地方を経由して日本海沿岸を秋田城へ向かう官道に、「避翼駅 駅馬十二疋、伝馬一疋・船六隻」の記述が出てくる。この駅亭は水駅と思われ、現在の富田地内の最上川沿いにあったと推定されている。なお、「さるはね」は「猿跳」とも表記され、その地名は猿羽根峠に残っている。
江戸時代には、参勤交代路としても使われた羽州街道の宿場町として発達した。ここから猿羽根峠を越えて村山地方へ向かい、東は最上街道で仙台藩へ、西は舟形街道を通って庄内藩・出羽三山へと通じる交通の交差点であった。新庄藩の藩境であったことから、口留番所が置かれ、人や物資の監視を厳しく行った。
富田は、最上川水運の港のひとつとして繁栄し、新庄藩と天領の境界にも位置していたため、その対岸の堀内には新庄藩の舟番所が設置されていた。
明治時代になると、舟形町･最上町・尾花沢市を中心とした地域に、当時岐阜県・宮城県と並んで「日本三大亜炭田」と呼ばれた「最上炭田」が発見され、町内でも多くの炭鉱で亜炭の採掘が行われ、舟形駅や長沢駅から亜炭が運び出された。
- 1889年（明治22年） - 舟形村誕生。
- 1890年（明治23年） - 舟形村から、堀内村が分離独立。
- 1954年（昭和29年）12月1日 - 舟形村と堀内村が合併し、舟形町誕生。

## 行政
- 町長：
  - 星川皦太郎: 旧舟形村村長 (1954年12月 - 1958年12月)
  - 澤内甚助 副町長: 旧堀内村村長
  - 奥山与市郎 (1958年12月 - 1962年11月)
  - 星川五郎兵衛 (1962年11月 - 1964年2月)
  - 奥山与市郎 (1964年2月 - 1968年2月)
  - 澤内甚一郎 (1968年2月 - 1976年2月)
  - 沼澤長吉 (1976年2月 - 1980年2月)
  - 澤内甚一郎 (1980年2月 - 1988年2月)
  - 沼澤長吉 (1988年2月 - 1992年2月)
  - 鈴木勝治 (1992年2月 - 2004年2月)
  - 伊藤和昭（2004年2月 - 2008年2月）
  - 奥山知雄（2008年2月 - 2016年2月）
  - 森富広（2016年2月 -）

出典:

## 経済

### 郵便局
- 舟形郵便局（集配局）
- 長沢郵便局
- 堀内郵便局
- 長者原簡易郵便局

## 姉妹都市・友好都市
- 港区（東京都）（2008年1月30日締結）

## 地域

### 人口
| |                                        |  |
| 舟形町と全国の年齢別人口分布（2005年） | 舟形町の年齢・男女別人口分布（2005年） |  |
| ■紫色 ― 舟形町 ■緑色 ― 日本全国 | ■青色 ― 男性 ■赤色 ― 女性              |  |
| 舟形町（に相当する地域）の人口の推移 \| 1970年（昭和45年） \| 8,397人 \| \| \| 1975年（昭和50年） \| 8,033人 \| \| \| 1980年（昭和55年） \| 8,028人 \| \| \| 1985年（昭和60年） \| 7,920人 \| \| \| 1990年（平成2年） \| 7,806人 \| \| \| 1995年（平成7年） \| 7,546人 \| \| \| 2000年（平成12年） \| 6,996人 \| \| \| 2005年（平成17年） \| 6,671人 \| \| \| 2010年（平成22年） \| 6,164人 \| \| \| 2015年（平成27年） \| 5,631人 \| \| \| 2020年（令和2年） \| 5,007人 \| \| |                                        |  |
| 総務省統計局 国勢調査より |                                        |  |
| 1970年（昭和45年） | 8,397人                                |  |
| 1975年（昭和50年） | 8,033人                                |  |
| 1980年（昭和55年） | 8,028人                                |  |
| 1985年（昭和60年） | 7,920人                                |  |
| 1990年（平成2年） | 7,806人                                |  |
| 1995年（平成7年） | 7,546人                                |  |
| 2000年（平成12年） | 6,996人                                |  |
| 2005年（平成17年） | 6,671人                                |  |
| 2010年（平成22年） | 6,164人                                |  |
| 2015年（平成27年） | 5,631人                                |  |
| 2020年（令和2年） | 5,007人                                |  |

### 教育
健康福祉
- 日本財団B&G海洋センター

学校
- 舟形町立舟形中学校
- 舟形町立舟形小学校
  - 舟形町立長沢小学校、舟形町立堀内小学校、舟形町立富長小学校 - 舟形町立舟形小学校に統合され2013年閉校。

社会教育
- 舟形町歴史民俗資料館
  - 町内で出土した、縄文の女神と呼ばれる大型の土偶（重要文化財、展示品はレプリカ）が展示されている。

## 交通

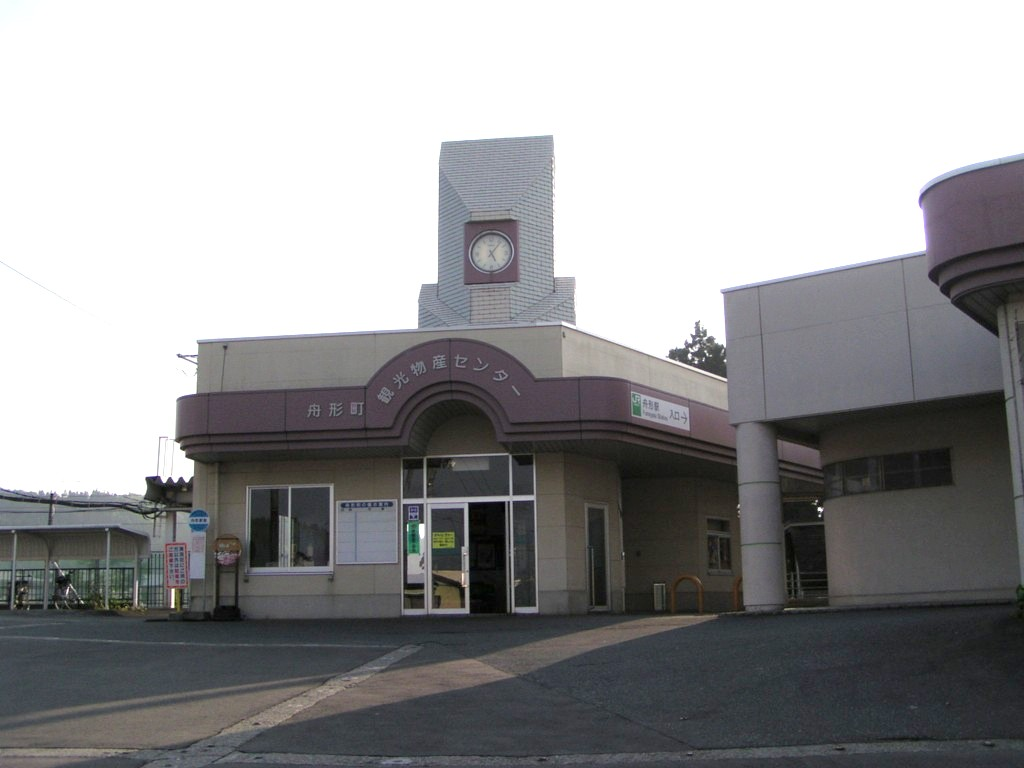
JR東日本奥羽本線舟形駅

### 空港
- 庄内空港（酒田市・鶴岡市）
- 山形空港（東根市）

### 鉄道路線
- 東日本旅客鉄道（JR東日本）
  - 奥羽本線（山形線）：舟形駅
  - 陸羽東線：東長沢駅、長沢駅

### 道路
高速道路
- E13 東北中央自動車道
  - 舟形IC

一般国道
- 国道13号、国道47号

都道府県道
- 主要地方道
  - 山形県道30号大石田畑線
  - 山形県道31号舟形大蔵線
  - 山形県道36号新庄次年子村山線
  - 山形県道56号新庄舟形線
- 一般県道
  - 山形県道187号芦沢停車場実栗屋線
  - 山形県道318号新庄長沢尾花沢線
  - 山形県道330号福寿野熊高線

### 路線バス
- 都市間バス
  - TOKYOサンライズ号 山交バス・東北急行バス運行　※町役場近くの舟形十字路発着
  - 特急48ライナー 山交バス運行  新庄～舟形十字路～仙台駅前
- 一般路線バス
  - 舟形町営バス

## 観光ほか
- 西ノ前遺跡
- 若あゆ温泉
- 猿羽根山地蔵尊（日本三大地蔵尊）
- 県民ゴルフ場
- 長沢の虫送り（藁人形）
- 長沢和紙

## 出身有名人
- 伊藤茂 - 元運輸大臣。東京大学経済学部卒業。
- 大場啓二 - 名誉町民、1975年から2003年まで東京都世田谷区長。
- 栃櫻光輝 -　大相撲力士